# Abdelhakim Belabed
Abdelhakim Belaabed (en arabe : عبد الحكيم بلعابد), né en 1964, est un haut fonctionnaire algérien. Depuis le 7 juillet 2021, il est ministre de l'Éducation nationale, après avoir déjà occupé cette fonction du 1er avril 2019 au 4 janvier 2020. 

## Biographie
Abdelhakim Belabed obtient le titre d'ingénieur d’État en informatique en juin 1988. Il exerce comme enseignant avant d'occuper différentes fonctions dans le secteur de l'éducation au niveau de la wilaya d'Alger puis au sein du ministère de tutelle. 

## Fonctions
- 2021 - 2024 : Ministre de l'Éducation nationale
- 2019 - 2020 : Ministre de l'Éducation nationale
- 2015 - 2019 : Secrétaire général du Ministère de l'Éducation
- 2013 - 2015 : Chef de Cabinet du Ministre de l'Éducation
- Directeur d’Etudes – Secrétariat Général – MEN .
- Conseiller du Ministre de l’Education Nationale – MEN.
- Directeur Central de la gestion des ressources humaines -MEN
- Directeur Central des Systèmes d’Information – MEN.
- S/Directeur de la normalisation des infrastructures et des équipements – MEN.
- S/directeur de la Planification et de la carte scolaire – MEN.
- Directeur de l’orientation, de l’évaluation, de la formation et des examens – Inspection Académique de la wilaya d’Alger .
- Directeur Général de l’Office National de l’Alphabétisation et d’Enseignement des Adultes (ONAEA).
- Chef de service des examens et concours.
- Professeur Ingénieur.